# Маріон Денгофф
Маріон Гедда Ільзе Графиня фон Денгофф (нім. Marion Dönhoff; 2 грудня 1909, Каменка — 11 березня 2002, Замок Кротторф) — німецька журналістка, яка брала участь в опорі гітлерівським націонал-соціалістам (з Гельмутом Джеймсом графом фон Мольтке, Пітером Йорком фон Вартенбургом і Клаусом Шенком графом фон Штауффенбергом). Після війни вона стала однією з провідних німецьких журналістів та інтелектуалів. Працювала протягом 55 років для гамбурзької щотижневої газети Die Zeit редактором, а потім видавцем.

## Біографія
Денгофф народилася у старовинній дворянській родині (про що свідчить титул «графиня» в її імені) в Шлос Фрідріхштайн, Східна Пруссія, в 1909 році. Батько Денгофф був граф Август Карл фон Денгофф, дипломат і член Прусської палати лордів і парламенту Німеччини. Він працював дипломатом у Вашингтоні протягом деякого часу, і став близьким другом сенатора Карла Шурца. Денгофф писала у своїх спогадах, як її батько був затягнений в один з останніх епізодів війни з індіанцями (війна Білої річки). Її мати Марія Графиня фон Денгофф народилася у Фон Лепелі (1869—1940).
В юності вона вивчала економіку в Франкфурті, де прихильники націонал-соціалістів називали її «червоною графинею» за її непокору, відколи вони прийшли до влади в 1933 році. Незабаром вона залишила Німеччину, переїхавши до Базеля, Швейцарія, де отримала докторський ступінь. Але у 1938 році вона повернулася до своєї сім'ї в Квітайнен, Східна Пруссія, і приєдналася до руху опору, що призвело до допиту в гестапо після невдалого замаху на Гітлера в 1944 році. Хоча багато її колег-активістів опору було страчено, вона була звільнена. У той час як вона підпільно сприяла розвитку організації державної влади, яка повинна була взяти верх у Східній Пруссії як тільки вдалось усунути Гітлера, її ім'я не було знайдено ні в одному з документів, вилучених нацистами. У січні 1945 року, коли радянські війська захопили регіон, Денгофф втекла зі Східної Пруссії, її подорож до Гамбурга тривала сім тижнів на конях. Спогади про цю подорож вона виклала у 1962 році у книзі-есе, згадуючи свої рідні землі. (нині це Калінінградська область Росії тв Вармія і Мазур Польщі. Незважаючи на глибоку емоційну прихильність до свого регіону, вона була одним із перших громадських діячів, який схвалив остаточний кордон між Німеччиною і Польщею після Другої світової війни.
У 1946 році Денгофф долучилась до діяльності гамбурзького інтелектуального тижневика Die Zeit, працюючи редактором. Згодом її підвищили до заступника головного редактора у 1955 році; у 1968 році вона стала головним редактором видання; у 1972 — видавцем. На момент її смерті, 11 березня 202 року, коли їй було 92 роки, Денгофф була ще видавцем впливової газети, відомої як відомий голос мудрості, терпимості й моральності. Вона є авторкою понад 20 книг, у тому числі політичних та історичних про Німеччину, також вона дала оцінку зовнішньої політики США. Денгофф була почесним доктором Колумбійського університету й Університету Джорджтауна.

## New York Times про Маріон Денгофф
«Графиня Маріон Денгофф, 92, провідна журналістка, котра виступала проти Гітлера» Вольфганг САКСОН Опубліковано: 12 березня 2002
Графиня Маріон Денгофф, архітектор повоєнної німецької журналістики, над якою вона постала як співвидавець ліберального тижневика Die Zeit, померла вчора. Їй було 92 і жила у Гамбурзі, де власне і виходить вельми впливова інтелектуальна газета. Вона походила з прусського дворянства і була одним з останніх очевидців, котрі пережили німецький опір Гітлеру. Доктор Денгофф — графиня, як вона була відома в і поза офісом — була авторитетним автором, чиї нариси та коментарі поважали далеко за межами Німеччини. 
У 1946 році вона приєдналася до політичних співробітників молодого видання Цайт. Його редактори відзначили її звіти про Нюрнберзький процес помічників Гітлера і її спроби показати союзникам, чим, по суті, був німецький опір нацистському диктатору. В 1955 році її призначили на посаду голови політичного відділу тижневика. Вона також стала помічником головного редактора. Вона була призначена головним редактором в 1968 році, то рідкісний випадок для жінки в журналістиці, зокрема в Західній Німеччині. Чотири роки по тому, вона піднялася до видавця. Доктор Денгофф була лібералом в європейській традиції, консерватором, який вважав, що капіталізм мав бути цивілізованим у суспільну свідомість. Вона була силою для об'єднання Німеччини.
Тим не менш, вона швидко віддала свій голос за прийняття Німеччиною її усічених східних кордонів, коли більшість німців ще не могли змиритися з ними. Її постать була особливо чудовою в світлі її особистої історії.
Маріон Гедда Графиня Ільзе Денгофф народилася у великому маєтку, спадкоємиця Шлос Фрідріхштайн, одного з найкращих замків у Східній Пруссії. Її предки оселилися там в 1633 році, як дворяни завдяки вірності німецькому імператору.
Східну Пруссію захопила Радянської армія, Замок Фрідріхштайн було зруйновано.
Велика частина Східної Пруссії увійшла до складу Радянського Союзу і стала забороненою військовою зоною. І тільки в 1989 році, коли радянська імперія впала, графиня була в змозі повернутися до своєї батьківщини.
Вона була автором багатьох книг, деякі з яких з'явилися в іноземних перекладах. Зокрема, «Спогади про мою юність в старій Пруссії», опублікована в Нью-Йорку в 1990 році.
Графиня ніколи не була одружена, відтак не залишила нащадків.
«Це загублений світ», сказала вона про свою поїздку додому. «Я мала намір ніколи не повертатися туди, тому що це було страшно красиве місце, дуже красивий маєток, з чудового періоду, і я не хотіла побачити все зруйнованим, і піти».

## Книга «Перед бурею: спогади моєї юності в Старій Пруссії»
Книжка «Перед бурею: Спогади моєї юності у старій Пруссії» вийшла 21 листопада 1990 року.
Про той час, коли німці програли Росії і Червоній Армії, Маріон Денгофф через 60 років написала мемуари про її чарівне і щасливе дитинство у Фрідріхштайні і про те, як вона сприйняла те, що східні землі Німеччини мали відійти Росії.
Авторка виросла у родинному маєтку в передвоєнній Пруссії, здобутій Радянськими військами у 1945 році. Її на перший погляд безтурботне дитинство пройшло під пильним материнським керівництвом і духом відданості прусському дворянству.
Наприкінці війни Денгофф покидає свій маєток, вирушає верхи на конях до Західної Німеччини, де невдовзі стає редактор видання «Die Zeit» («Ді Цайт»). За словами Джорджа Кеннана, автора передмови, у книжці охоплено аромати спустошеного війною світу, про який майже не залишилось пам'яті.
Відгуки читачів:
- Джон Лейн: «Де її батьківщина? Спробуйте знайти на карті колишню Східну Пруссію. Ви навіть не знайдете Фрідріхштайна. Всі географічні назви були змінені. Зараз там не використовується жоден німецький знак чи топонім. А колись це було королівство 700-літнього віку, розгромлене у 1945 році. Навіть надгробні камені росіяни використали як бруківку для вулиць. Таким чином знищивши останні залишки німецької культури і майна. Замість цього вона змалює портрет свого дитинство, королівство, яким воно було колись. Книга включає в себе деякі великі карти та фотографії. Східна Пруссія відіграла важливу роль в історії Європи, але зараз про це мало згадується. Якщо ви зацікавлені у європейські історії, ви захоплюватиметесь цією книгою. На мій погляд, це класика.»
- Брайан О'Дрісколл: «Авторка мала аристократичний маєток у Східній Пруссії, оскільки її родина була пов'язана з впливовим німецьким дворянством. Деннофф була освіченою і прихильною до землі і людей. Вона подає задумливі і ностальгічні спогади про щасливе дитинство у маєтку неподалік Кенігсберга (Калінінграда). Німецький народ впродовж століть жив на цих землях і створив там процвітаюче суспільство. Однак у 1945 році народ і суспільство було жорстоко стерті з лиця землі Червоною армією. Але Денгофф несправедливо покладає всю провину на Гітлера. Вона брала участь у спробі його вбивства у липні 1944 року, але не була заарештована, бо не було жодних доказів у її причетності до діла. Велика частина німецької аристократії була проти Гітлера і його націонал-соціалістів, бо вважала, що може знайти порозуміння з ворогами Німеччини і зберегти її привілейоване становище. Остання частина її книги присвячена розповідям про втечу від кровожерливого Союзу у січні-лютому 1945 року, коли вона залишила маєток, який належав її родині понад 400 років. Її пощастило, вона вціліла, на відміну від мільйонів своїх співвітчизників, котрі були піддані тортурам або вбиті „червоними“. Вся висока цивілізація і культура у Європі була знищена, і це ніколи повернути не вдасться.»